# Sluzjebnyj roman. Nasje vremja
Sluzjebnyj roman. Nasje vremja (russisk: Служебный роман. Наше время) er en russisk-ukrainsk spillefilm fra 2011 af Sarik Andreasjan.

## Medvirkende
- Svetlana Khodtjenkova – Ljudmila Prokofjevna Kalugina
- Volodymyr Zelensky – Anatolij Jefremovitj Novoseltsev
- Marat Basjarov – Jurij Samokhvalov
- Anastasija Zavorotnjuk – Olga Ryzjova
- Pavel Volja – Vadik